# Каурахньюкар (ГЭС)
Каурахньюкар (исл. Kárahnjúkar) — деривационная гидроэлектростанция в Исландии, строительство которой было завершено в 2009 году. Названа в честь горы Каурахньюкавиркьюн (исл. Kárahnjúkavirkjun) около места в каньоне реки Йёкюльсау-ау-Дау, где установлена основная плотина ГЭС. Всего для отвода воды от ледниковых рек с ледника Ватнайёкюдль к одному подземному зданию гидроэлектростанции используется пять плотин. По состоянию на 2010 год ГЭС Каурахньюкар является самой мощной электростанцией страны с установленной мощностью 690 МВт и среднегодовой выработкой около 4,6 млрд кВт⋅ч.
Электростанция снабжает электроэнергией алюминиевый завод Alcoa-Fjarðaál в городе Рейдарфьордюр на северо-востоке страны. ГЭС находится в собственности исландской компании «Ландсвиркьюн».

## Основные сведения
Сооружения гидроэлектростанции включают в себя:
- пять каменно-набросных гравитационных дамб, которые перегораживают две ледниковые реки Йёкюльсау-ау-Даль и Йёкюлсау-и-Фльётсдал (исл. Jökulsá í Fljótsdal) и образуют три водохранилища, вместе обеспечивающие площадь водосбора 2 236 км² и среднегодовой приток 138 м³/с;[1]
- систему низконапорных водоводов от водохранилищ в виде тоннелей общей длиной 73 км и сечением 7,2×7,6 м;
- водонапорную штольню высотой 420 м от шлюзового подземного узла к подземному машинному залу ГЭС;[2]
- подземный машинный зал с шестью радиально-осевыми турбинами, работающими при расчетном напоре 600 м, мощность каждого из генераторов составляет 115 МВт;
- систему вспомогательных туннелей в районе машинного зала и служебные галереи в плотинах.

Основная плотина гидроэлектростанции, дамба Каурахньюкар, является крупнейшей каменно-набросной плотиной в Европе с максимальной высотой 193 м и длиной 730 м. Часть плотины, обращенная к водохранилищу, облицована железобетоном, всего при её сооружении было использовано 8,5 млн м³ материала, снабжена поверхностным водосбросом. Вместе с вспомогательной дамбой Десъяра (исл. Desjarárstifla), дамба Каурахньюкар образует основное водохранилище гидроэлектростанции — водохранилище Хальслон (исл.) — общей длиной 25 км, площадью 57 км² и полезным объёмом 2,1 км³. Тот факт, что Каурахньюкар является высоконапорной ГЭС с расчетным перепадом 600 м, позволяет этой электростанции иметь очень большой для гидравлических станций коэффициент использования установленной мощности, равный 76 %.
Гидроэлектростанция Каурахньюкар находится в собственности Лэндсвиркьун, которая финансировала её строительство и проектирование. Производимая электроэнергия передаётся с помощью двух высоковольтных линий длиной 75 км до принадлежащего Alcoa алюминиевого завода с проектной мощностью 346 тыс. тонн алюминия в год. Название алюминиевого завода «Фъярдаал» (исл. Fjarðaál) можно перевести на русский язык как «Алюминий фьордов».

## История строительства
Проект станции с использованием гидропотенциала реки Йёкюльсау-ау-Даль рассматривался в различных вариантах с 1970-х годов и увязывался со строительством алюминиевого завода в Рейдарфьордур. Все они потерпели неудачу по причине сильной оппозиции этому проекту. Строительство ГЭС стало возможным только после получения гарантий поддержки со стороны Лэндсвиркьун в 2002 году. Строительство станции было начато в 2003 году и в целом завершено в 2008 году.
Подготовительные работы начались в августе 2002 года, сооружение основной дамбы Каурахньюкар и водоводных туннелей — в апреле 2003 года. В сентябре того же года началось строительство подземного машинного зала. Заполнение вспомогательных дамб «Десъяра» (исл. Desjarárstifla) и «Саудардал» (исл. Sauðárdalsstífla) было начато в апреле 2004 года. В июне 2006 года стартовало строительство дамб «Келдуар» (исл. Kelduárstífla) и «Уфсар» (исл. Ufsarstífla), в сентябре того же года началось заполнение основного водохранилища Хальслон (исл.). В середине 2008 года было завершено строительство дамб Келдуар, Уфсар и водовода от водохранилища Уфсар (исл. Ufsarlón). Заполнение водохранилища Хальслон до проектного уровня завершено в 2009 году.
Основное строительство водоводных туннелей осуществлялось проходческими щитами, оставшаяся часть — с помощью взрывно-проходческих работ. Использование проходческих щитов было первым в истории Исландии применением этого типа машин.
Основным подрядчиком по сооружению дамб была итальянская компания Impregilo. Водонапорный трубопровод высотой 420 м изготавливался на месте немецкой компанией «DSD-NOELL» из Вюрцбурга. Всего для их изготовление было использовано более 4 000 тонн листовой стали. Общая стоимость строительства к 2009 году составила 1,5 млрд USD.

## Интересные факты
- Создание этой электростанции задокументировано в фильме из серии «Суперсооружения» телеканала National Geographic и фильме из серии «Создавая невозможное» (англ.) телеканала «Дискавери».
- В документальном фильме «Heima» (в переводе с исл. — «До́ма») исландская пост-рок-группа Sigur Rós (['sɪɣʏr rous]) выступила с концертом против строительства дамб.

## Фотогалерея

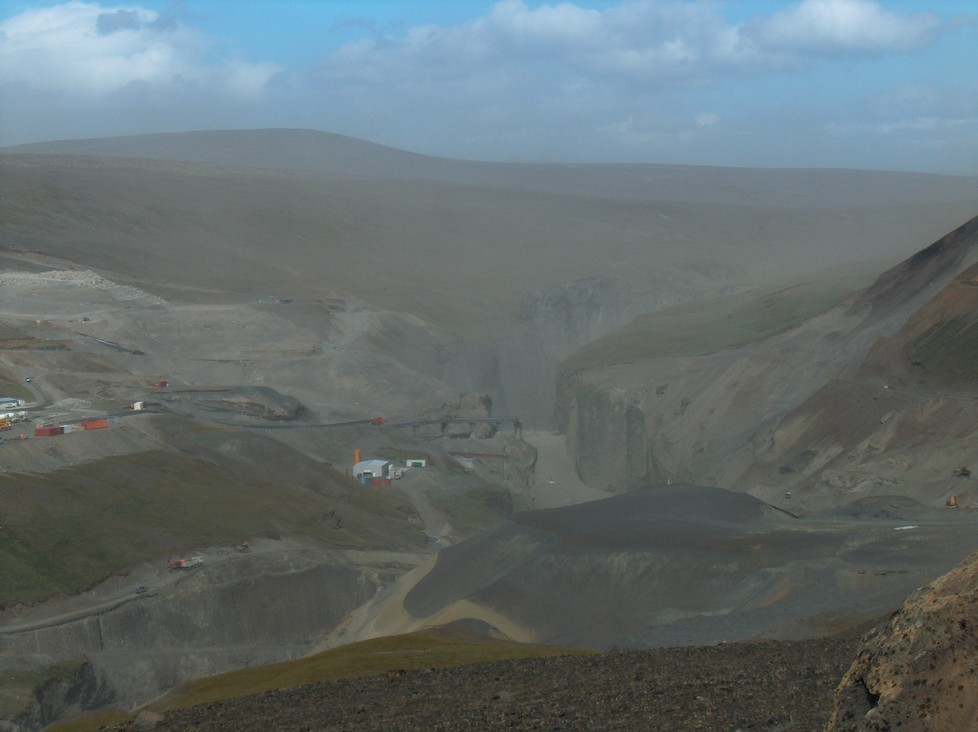

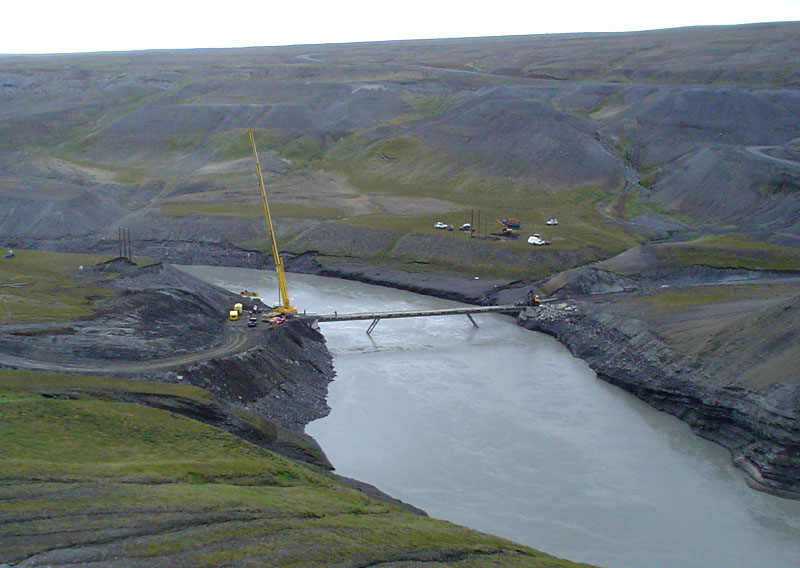
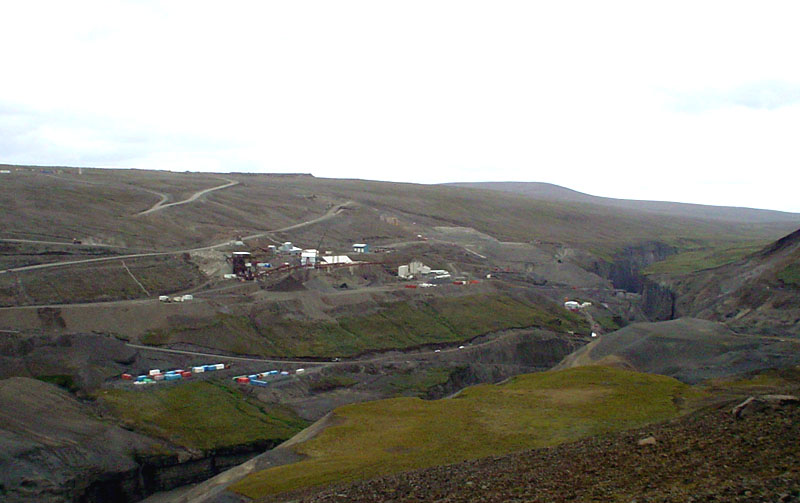

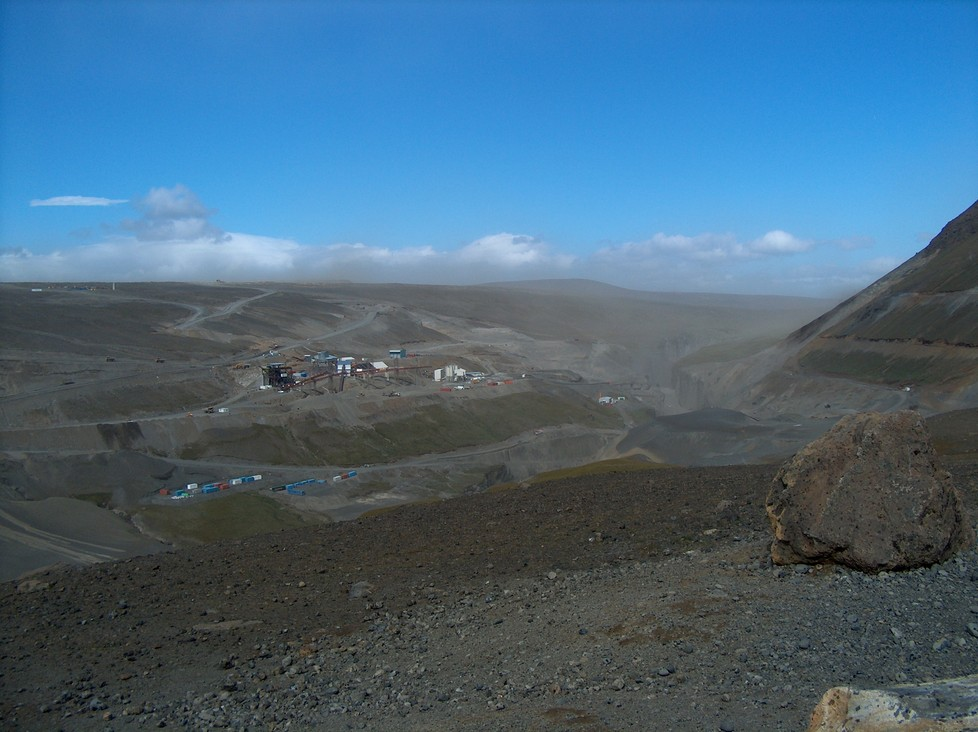
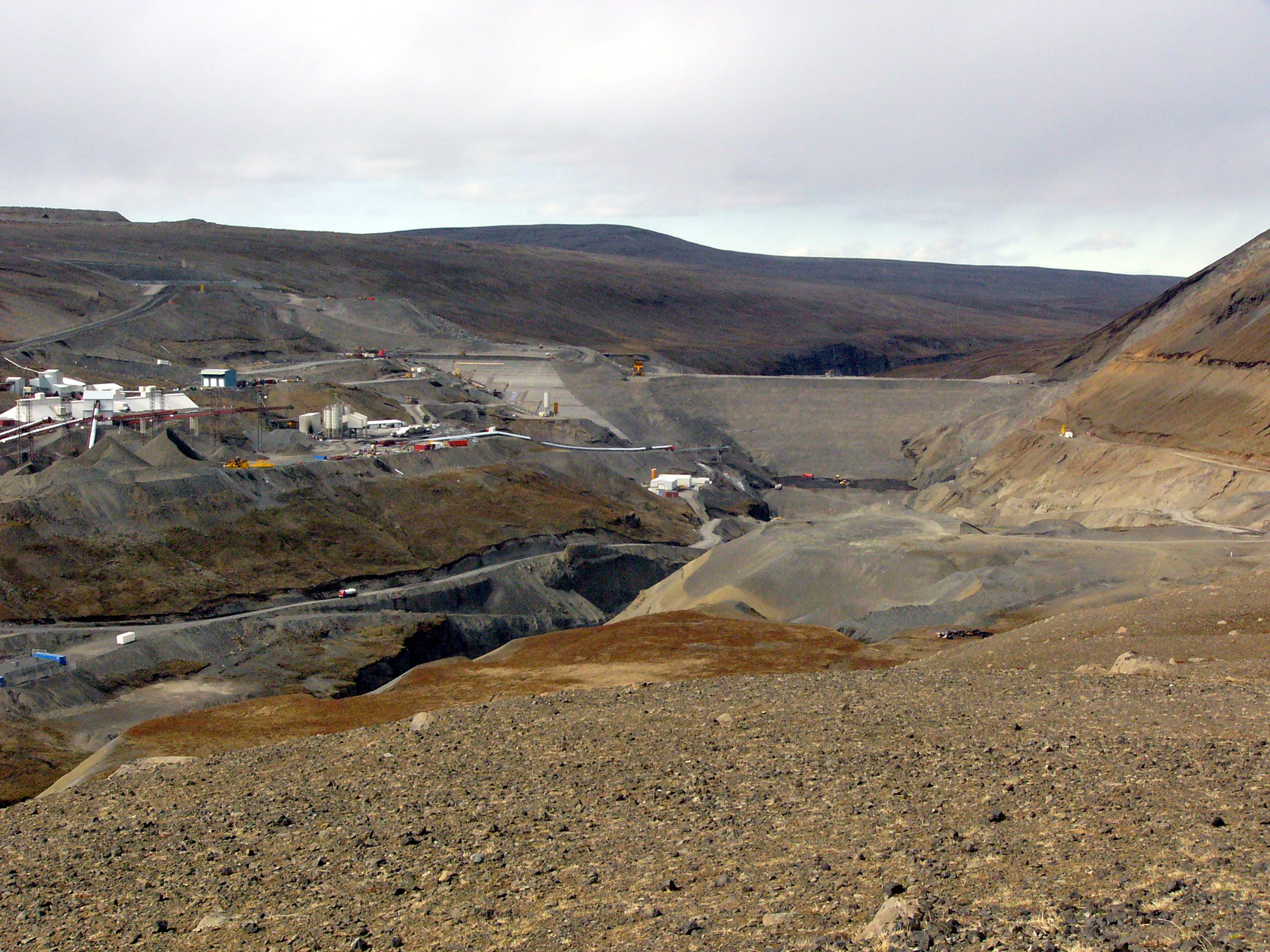

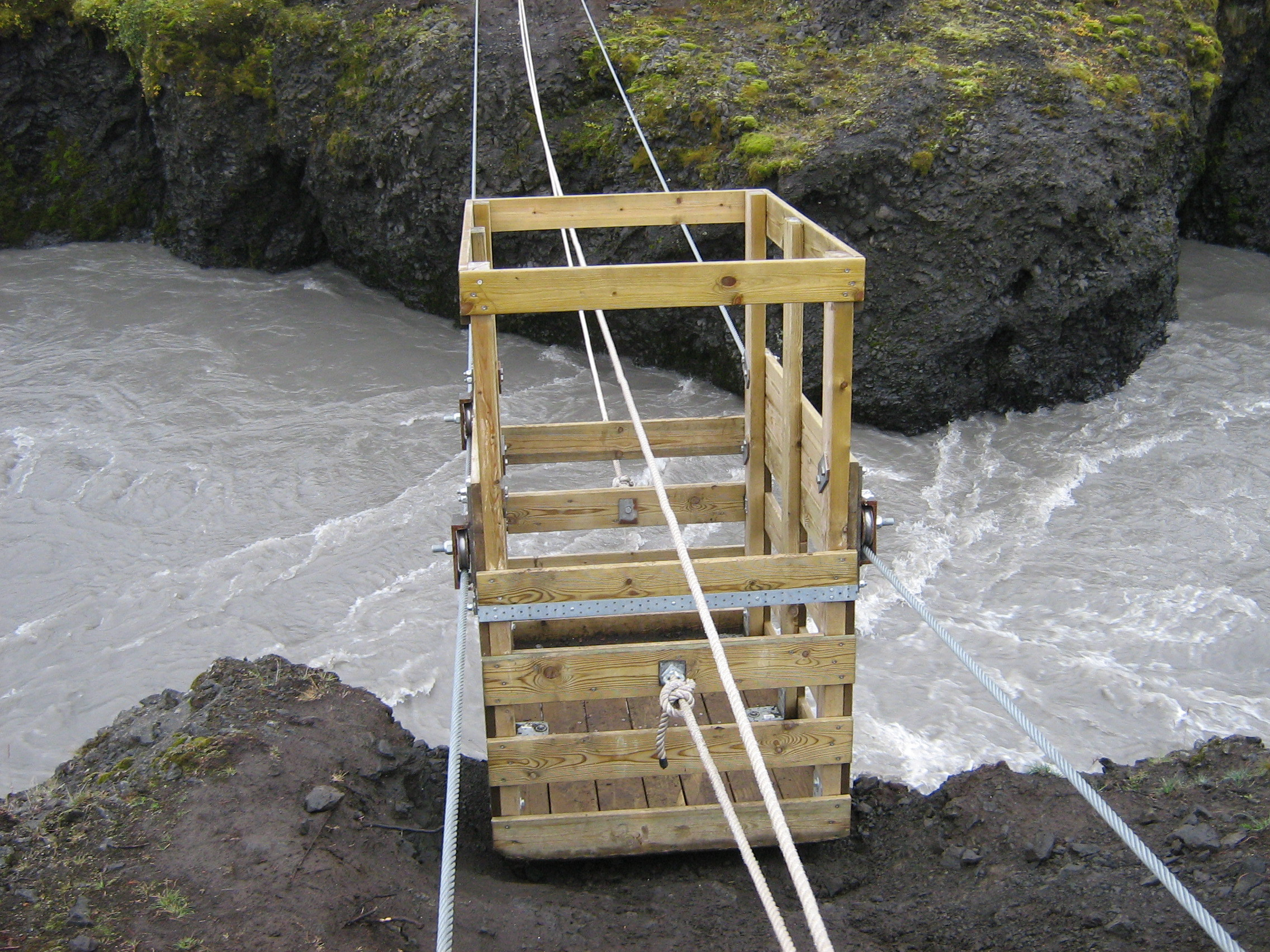
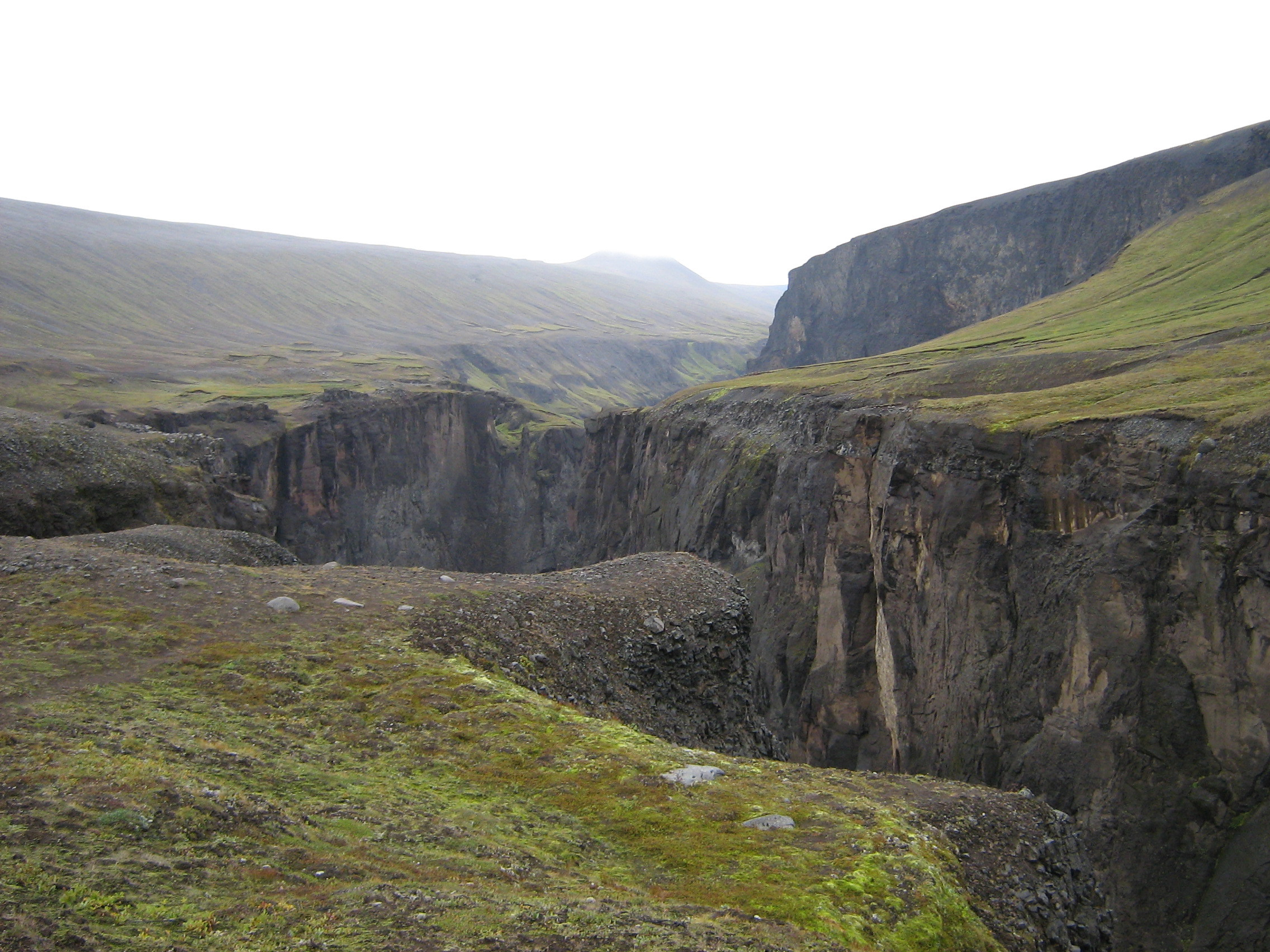
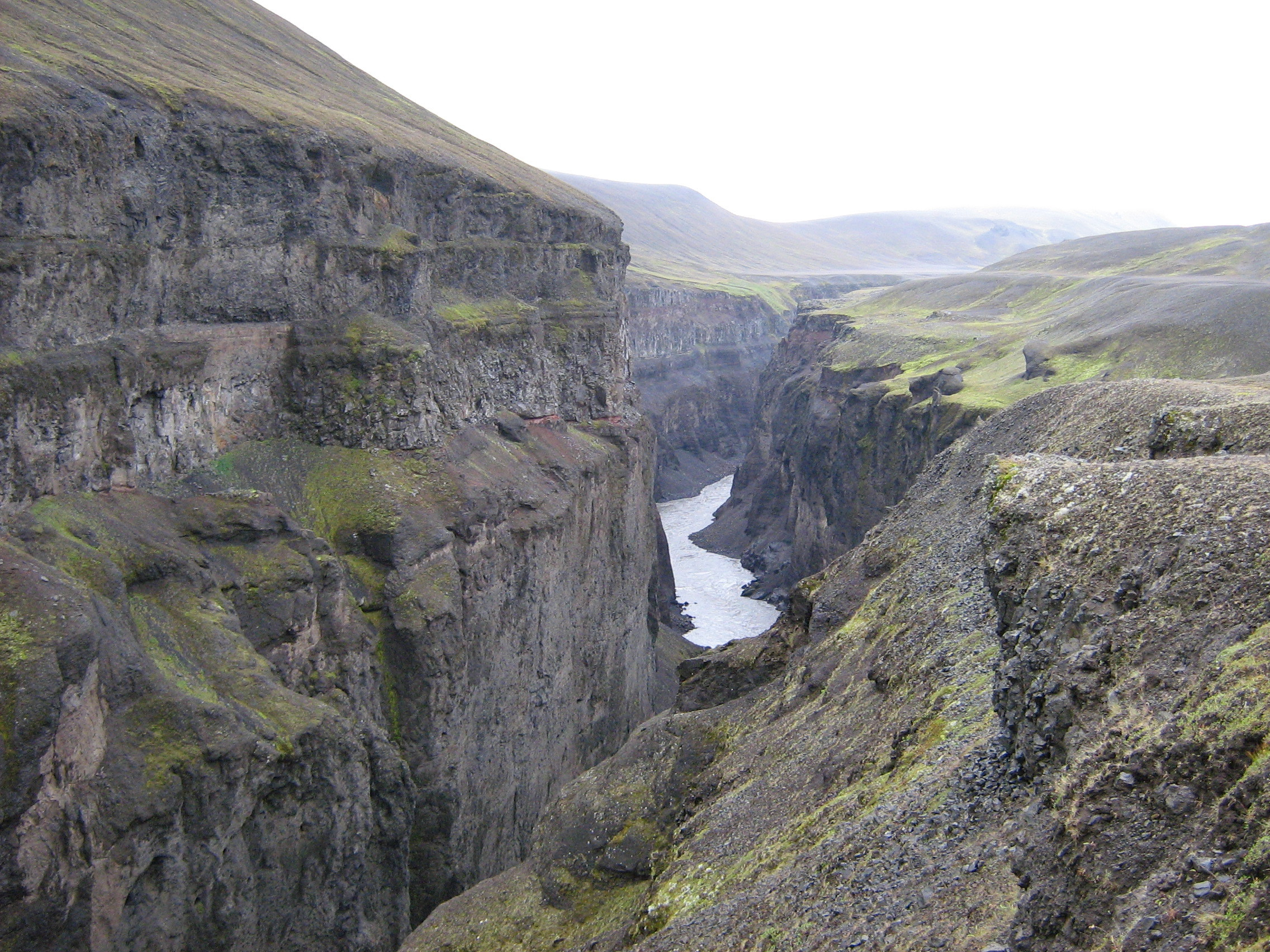
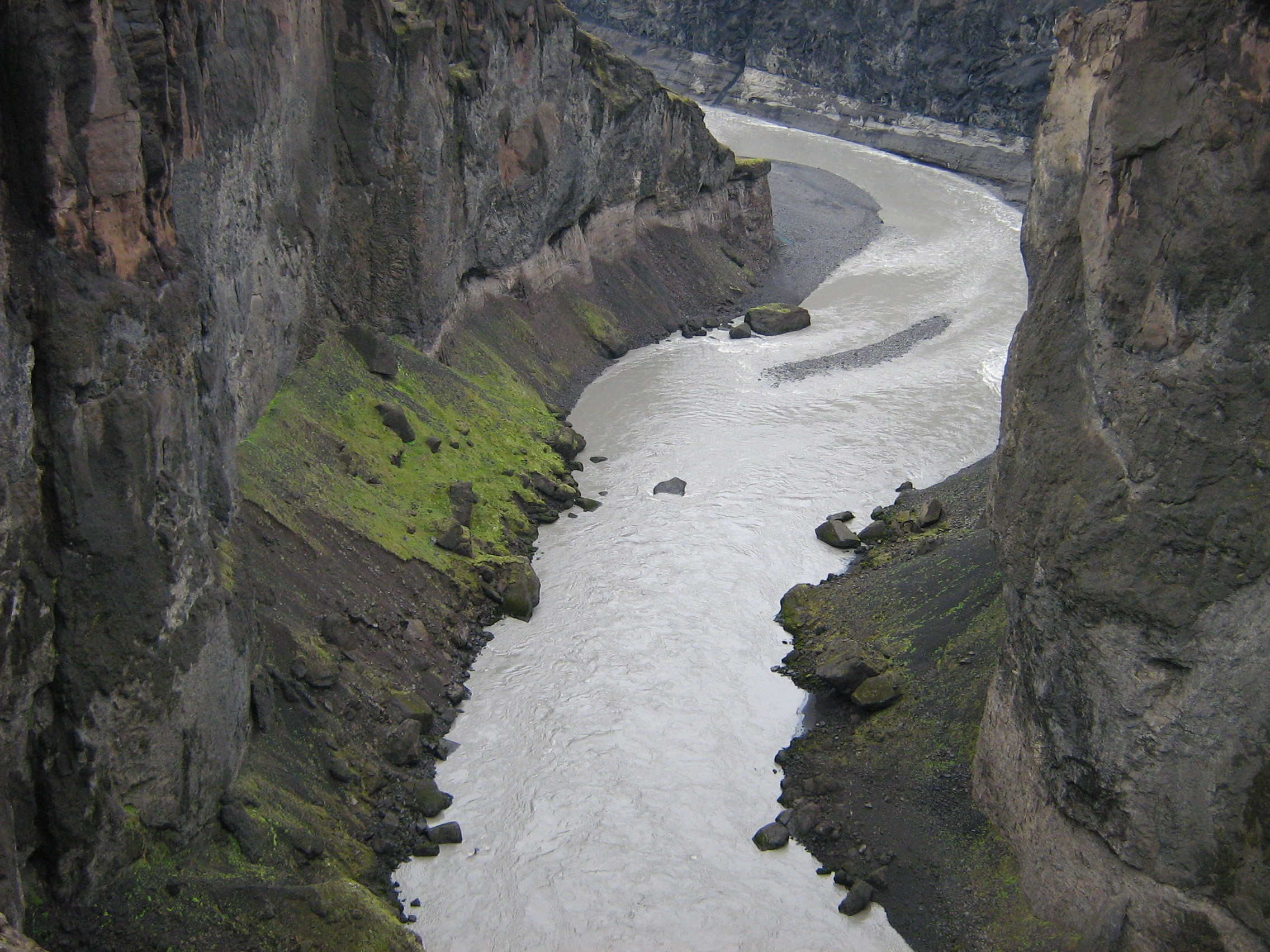
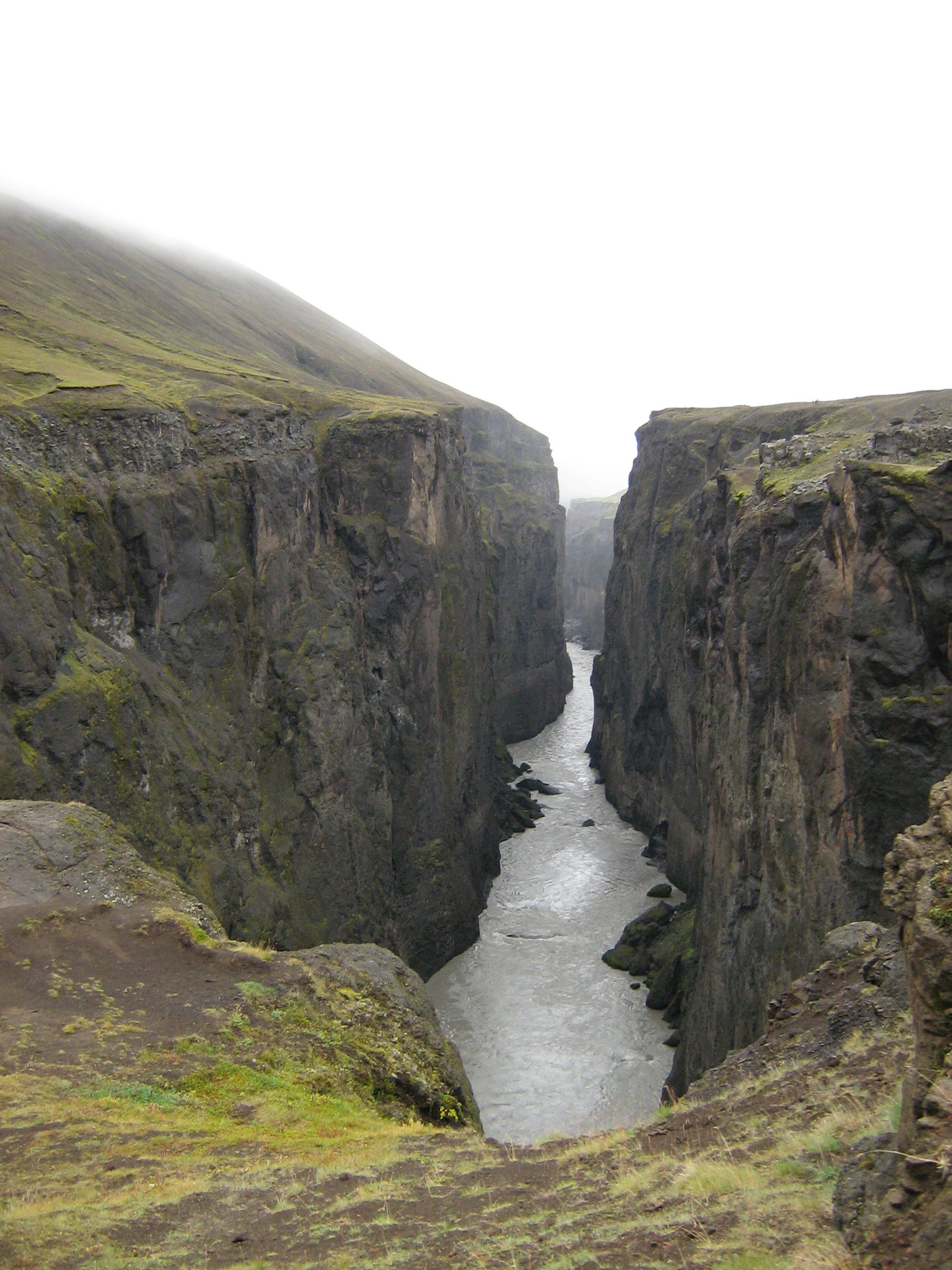

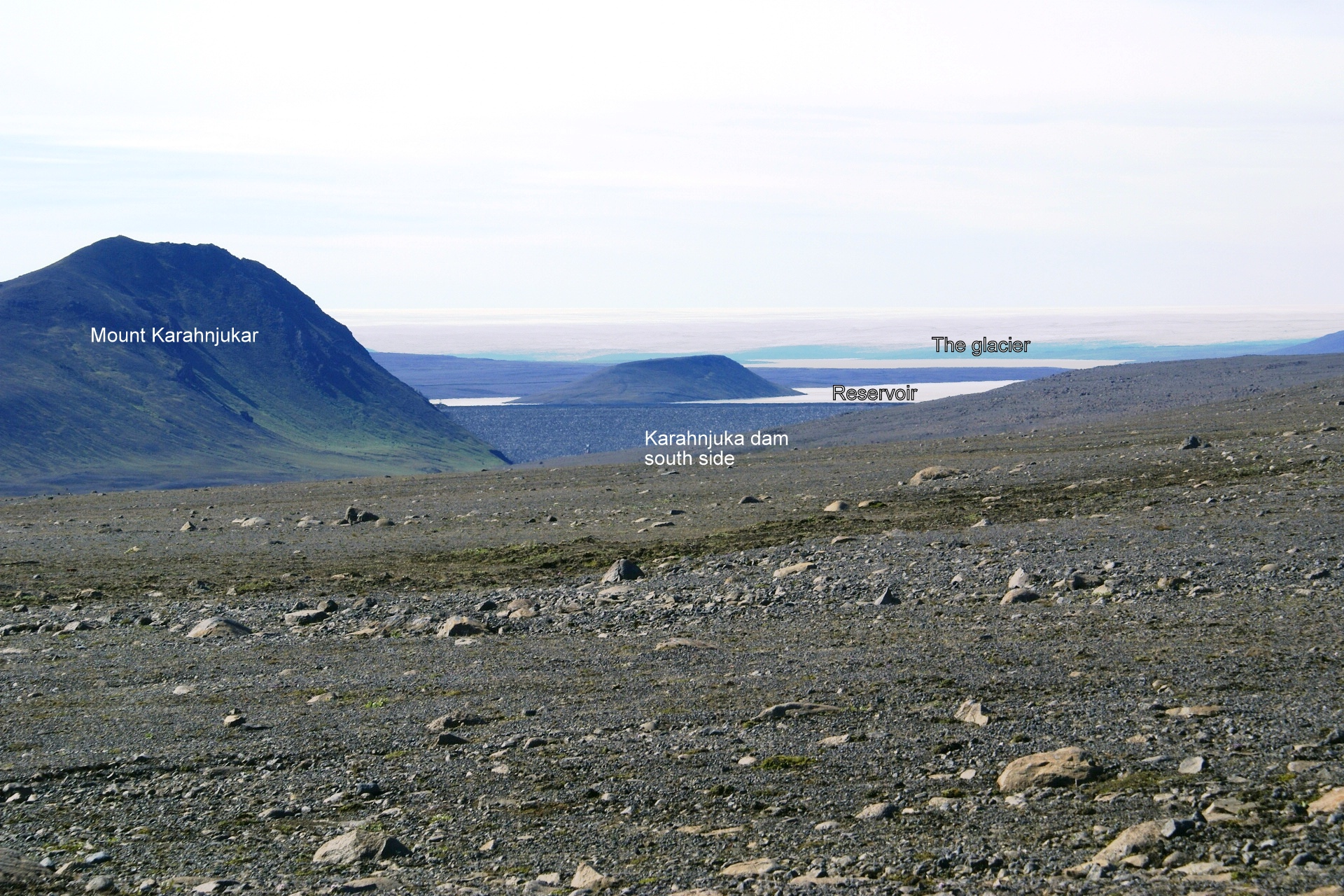
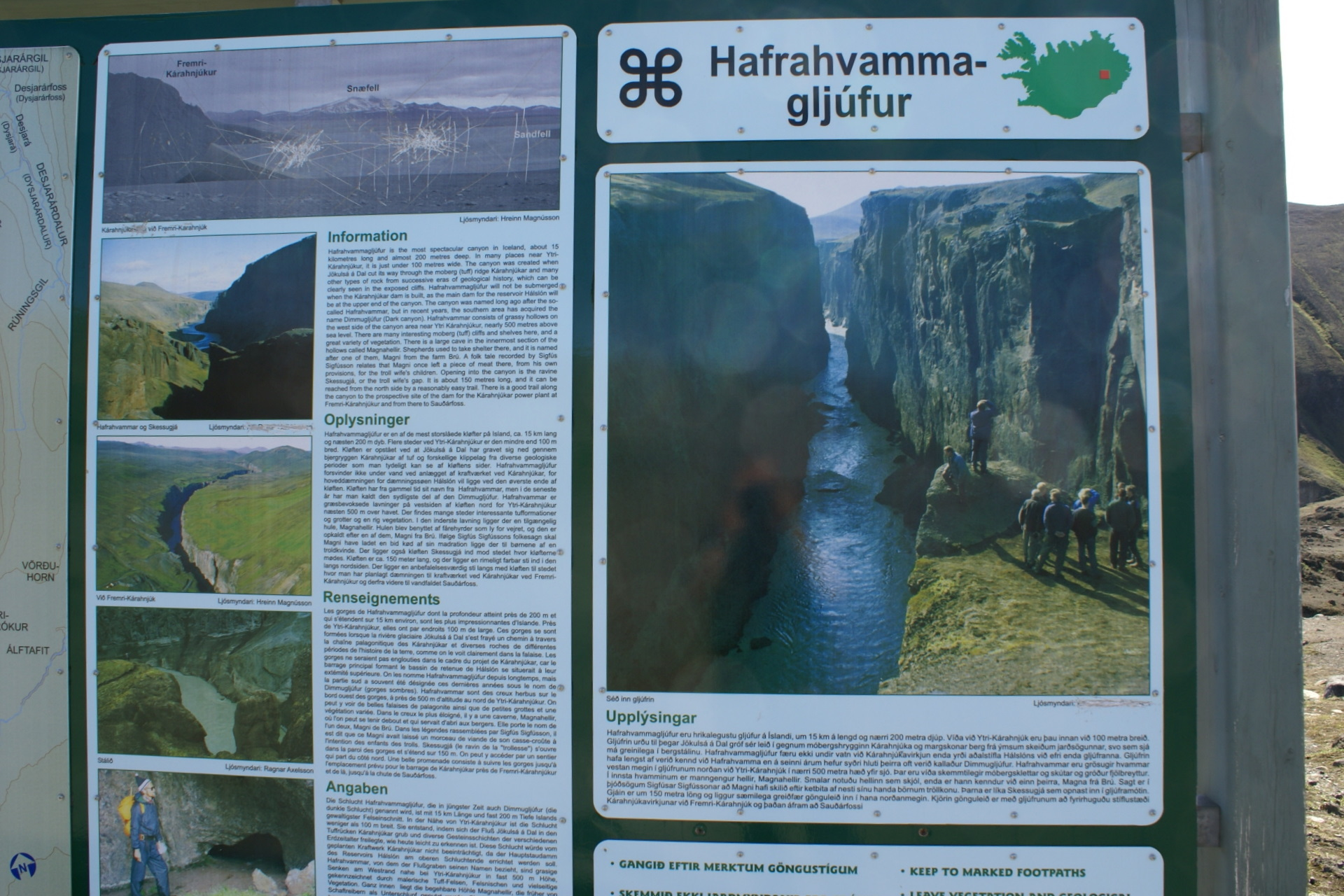
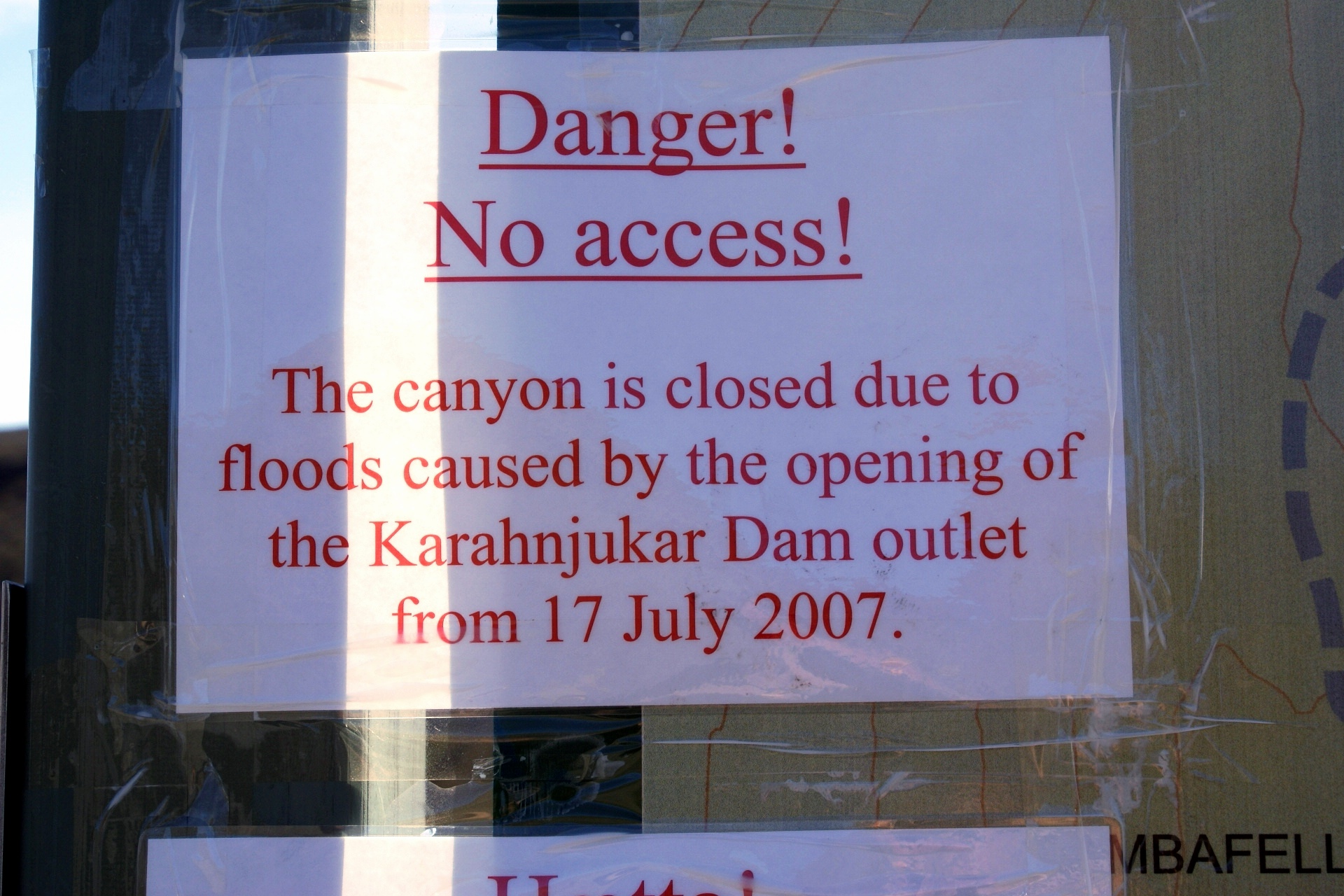
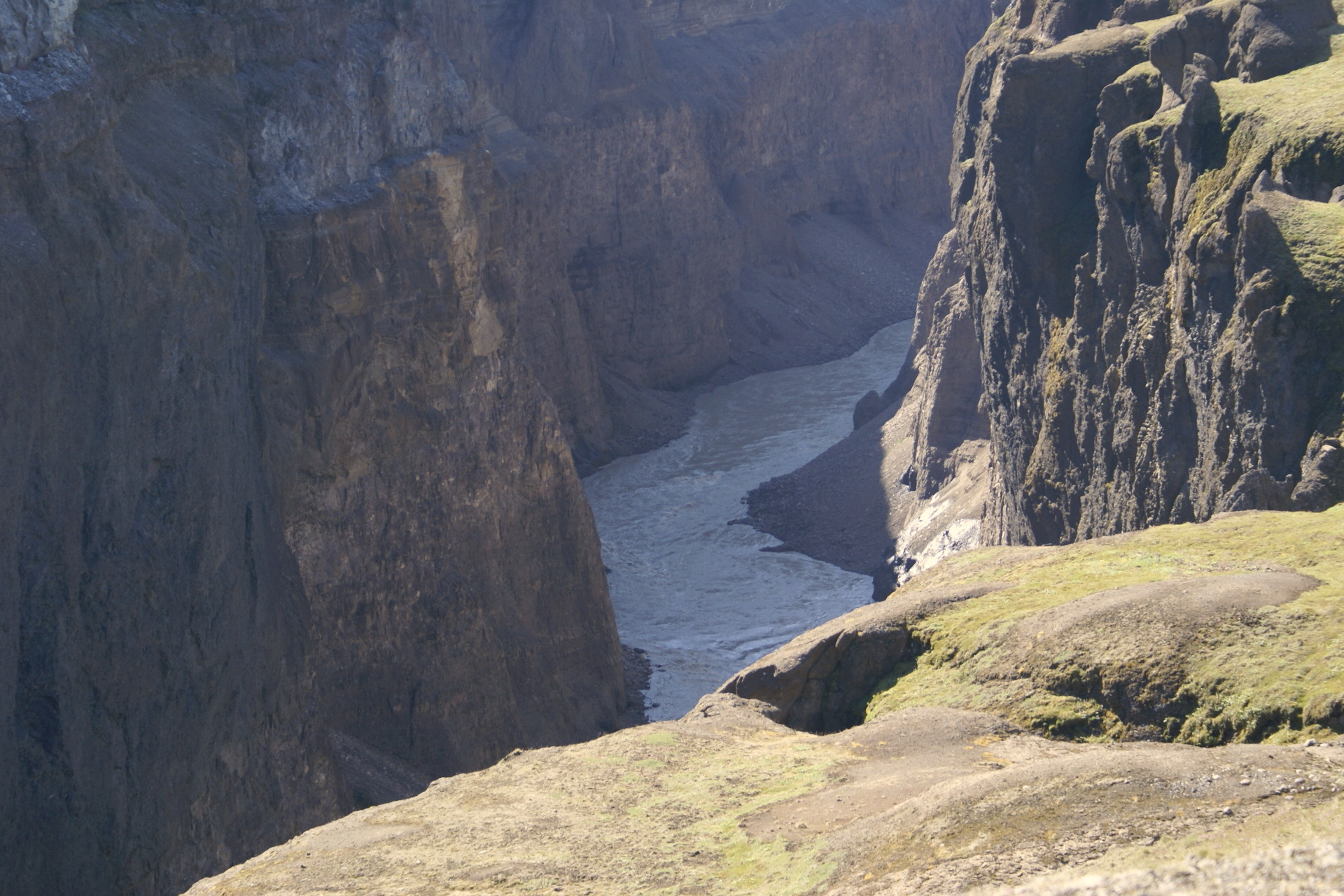
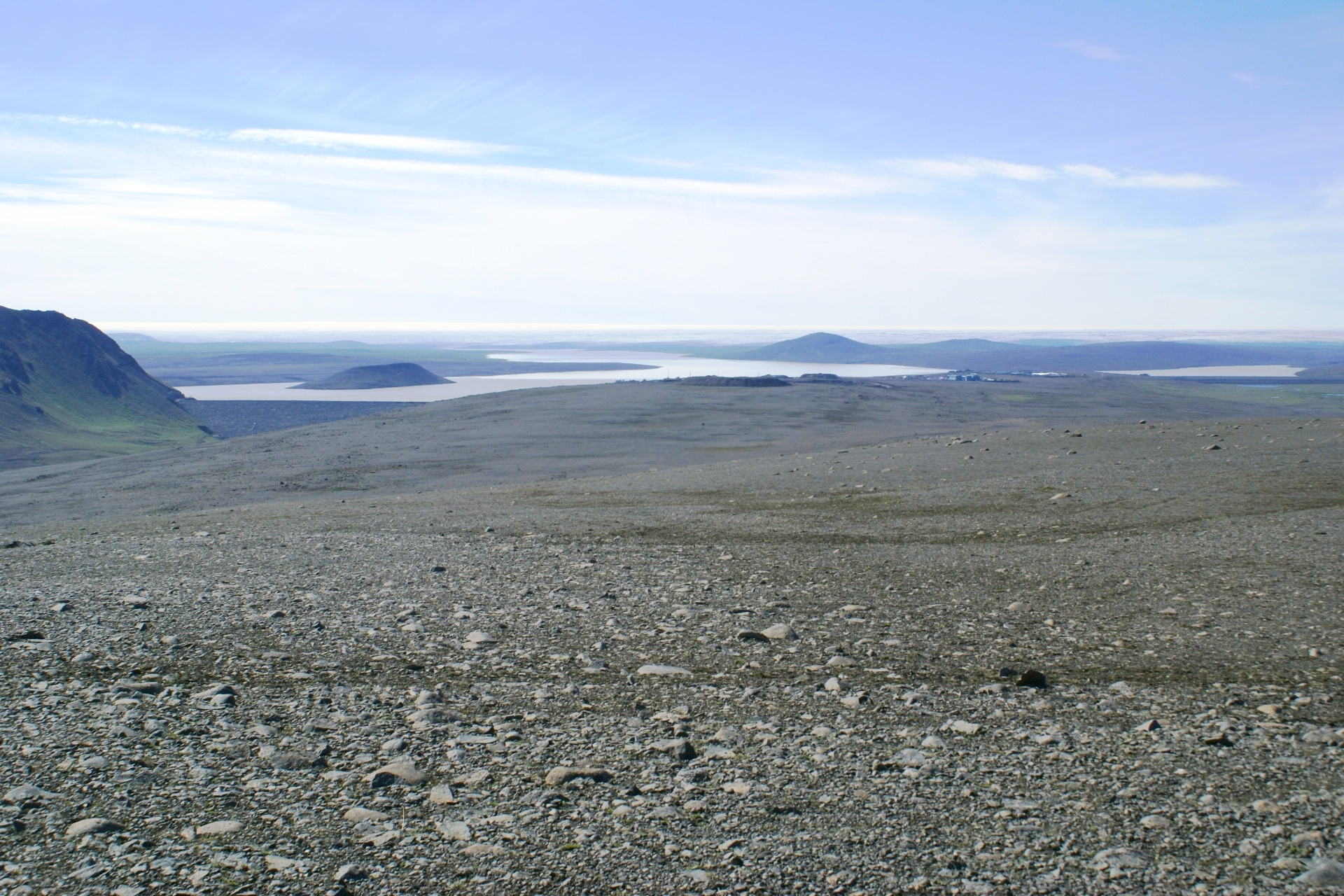

2003
2004
2005
2006
2007